# Lotta greco-romana ai Giochi della X Olimpiade - Pesi medi
La competizione della categoria pesi medi (fino a 79 kg) di lotta greco-romana dei Giochi della X Olimpiade si è svolta dal 4 al 7 agosto al Grand Olympic Auditorium in Los Angeles.

## Formato
Ad ogni incontro venivano assegnate le seguenti penalità:
- 0 = Al vincitore per schienata
- 1 = Al vincitore ai punti
- 3 = Allo sconfitto

Con cinque punti o più di penalità il lottatore veniva eliminato.

## Risultati
| Legenda                                  | Legenda |
| ---------------------------------------- | ------- |
| Lottatore con 5 penalità o più Eliminato |         |

### 1 turno
| Vincitore      | Pen. | Risultato | Sconfitto    | Pen. |
| -------------- | ---- | --------- | ------------ | ---- |
| Väinö Kokkinen | 1    | Ai punti  | Émile Poilvé | 3    |
| Jean Földeak   | 1    | Ai punti  | Axel Cadier  | 3    |

### 2 turno
Émile Poilvé si ritira dalla competizione.
| Vincitore      | Pen. | Risultato | Sconfitto    | Pen. |
| -------------- | ---- | --------- | ------------ | ---- |
| Väinö Kokkinen | 2    | Ai punti  | Jean Földeak | 4    |
| Axel Cadier    | 3    | -         | Esente       |      |

### 3 turno
| Vincitore      | Pen. | Risultato | Sconfitto   | Pen. |
| -------------- | ---- | --------- | ----------- | ---- |
| Väinö Kokkinen | 2    | Schienata | Axel Cadier | 6    |
| Jean Földeak   | 4    | -         | Esente      |      |

## Classifica finale
| Pos.    | Atleta         | Nazione   |
| ------- | -------------- | --------- |
| Oro     | Väinö Kokkinen | Finlandia |
| Argento | Jean Földeak   | Germania  |
| Bronzo  | Axel Cadier    | Svezia    |
| 4       | Émile Poilvé   | Francia   |